# Susanne Mertz
Susanne Mertz (født  4. februar 1946) er en dansk fotograf. Hun er datter af kunstneren Albert Mertz.
Mertz gik på Bernadotteskolen og begyndte at fotografere som 16årig, og kom i lære hos fotografen Rigmor Mydtskov. Efter uddannelse tog hun til Paris og besøgte hendes far, det blev til to års ophold i Paris. Efter ophold i Frankrig rejste hun tilbage til Danmark og bosatte sig i Christianshavn. Her fik hun kontakt til musikmiljøet blandt andet Gasolin. Her blev hun kæreste med Bjørn Uglebjerg. Som fotograf har hun taget billeder til flere LP-coverer, blandt til Gitte Hænning og Kim Larsen.